# أبراهام لينكون (فلم قصير 1924)
أبراهام لينكون (بالإنجليزية: Abraham Lincoln) هو فيلم أبيض وأسود قصير تم إنتاجه عام 1924 بواسطة فونوفيلم. أخرج الفيلم جيمس سيرل داولي، من إنتاج لي دي فورست ، ويستند إلى مسرحية أبراهام لينكون لجون درينكووتر عام 1918 ، وبطولة فرانك ماكجلين الأب. في دور لنكولن. كما لعب ماكجلين دور لنكولن في المسرحية في برودواي. على الرغم من عدم وجود نسخ من الفيلم على ما يبدو ، فقد تم الاحتفاظ ببعض الصور الفوتوغرافية.

## روابط خارجية
- أبراهام لينكون  في قاعدة بيانات الأفلام على الإنترنت (بالإنجليزية)
- Abraham Lincoln (1924) at SilentEra
- Donald Crafton, The Talkies (UC Press, 1999), p. 65